# عمه
العمه أو عدم الدراية أو فقد التحسس (بالإنجليزية: Agnosia)‏ وهو فقدان القدرة على التعرف على الأشياء أو الأشخاص أو الأصوات أو الأشكال أو الروائح في حين أن إحساس معين ليس معيب ولا هناك أي فقدان معتبر للذاكرة. عادةً ما يرتبط مع إصابات الدماغ أو أمراض عصبية وخاصةً بعد الأضرار التي لحقت بحدود القذالي الصدغي والذي هو جزء من المجرى البطني. العمه يؤثر فقط على نمط واحد مثل الرؤية أو السمع.

## العمه الإبصاري
| الاسم                   | الوصف |
| وهم عدم التحرك          | و يعرف أيضاً بأكينتوبسا الدماغي ويرتبط مع عدم القدرة على إدراك الحركة البصرية. أحد أسباب الأكينتوبسيا الدماغي هو في الآفات خارج القشرة المخططة. |
| عمه العاهة              | وهو عدم القدرة على الحصول على ملاحظات حول حالة المرء ويمكن الخلط بينه وبين إنعدام البصيرة ولكنها بسبب مشاكل في آليات ردود الفعل في الدماغ. وهو ناتج عن تلف في الجهاز العصبي ويمكن أن يتصل مع مجموعة من العاهات العصبية ولكن يشار إلى الأكثر شيوعاً في حالات الشلل ما بعد السكتة الدماغية هؤلاء الذين يعانون من عمه العاهة و ذو عاهات متعددة قد يكونون على علم ببعض العاهات لديهم ولكنهم غير قادرين تماماً على إدراك الآخرين. |
| العمه الإدراكي البصري   | المرضى غير قادرين على التمييز بين الأشكال البصرية وبحيث يكون لديهم مشكلة في التعرف أو التقليد أو التمييز بين محفزات بصرية مختلفة. على عكس المرضى الذين يعانون من العمه الترابطي فالذين يعانون من العمه الإدراكي غير قادرين على نسخ الصور. |
| العمه الترابطي البصري   | يمكن للمرضى وصف مشاهد بصرية وفئات من الأجسام ولكن لا يزالون يفشلون في التعرف عليها على سبيل المثال أنهم لديهم العلم بأن الشوكة شيء يؤكل به ولكن يخطئ بينها وبين الملعقة. المرضى الذين يعانون من العمه الترابطي لايزالون قادرين على إنتاج صورة من خلال النسخ. |
| عمه التجسيم             | ويعرف أيضاُ بالعمه الحسي الجسدي وهو مرتبط بإحساس اللمس يجد المريض صعوبة في التعرف على الأشياء عن طريق اللمس المرتكزة على نسيجها وحجمها ووزنها لكن مع ذلك قد يكونون قادرين على وصف ذلك لفظياً أو التعرف على نفس النوع من الأجسام من الصور أو رسم صور لها و يعتقد أن تكون مرتبطة بآفات أو أضرار في القشرة الحسية الجسدية. |
| العمه السمعي            | قد تم التعرف على العمه السمعي منذ1877. هناك صعوبة مع العمه السمعي في التمييز بين السمعي البيئي والسمعي الغير لفظي بما في ذلك صعوبة في تمييز أصوات الكلام وغير الكلام على الرغم من أن السمع عادة طبيعية هناك نوعان من العمه السمعي: العمه الدلالي الترابطي والعمه التميزي يرتبط العمه الدلالي الترالترابطي بآفات نصف كرة المخ الأيسر في حين يرتبط العمه التمييزي مع نصف كرة المخ الأيمن. |
| العمه اللفظي السمعي     | ويعرف أيضاً بالحبسة السمعية البحتة وهذا يعرض شكل من اشكال معنى " الصمم " والذي يكون فيه السمع سليم ولكن هناك صعوبة كبيرة في التعرف على الكلمات الملفوظة كمعنى لغوي. |
| عمه توضع الجسم          | ويرتبط بعدم القدرة على توجيه أجزاء من الجسم و غالباً ما يسببه الآفة في الجزء الجداري من الشعع المهادية الخلفية. |
| عمه الألوان الدماغي     | ويعرف أيضًَا بعمه اللون ويتضمن على وجود صعوبة في تصنيف الألوان وكذلك الاعتراف بها عادة ما يسبب عمه الألوان الدماغي هو تلف عصبي.. هناك منطقتين من الدماغ متخصصة في التعرف على الألوان وهي المنطقتين V4 و V8 إذا كان هناك آفة من جانب واحد لمنطقة V4 فسيؤدي إلى فقدان إدراك اللون المعروف باسم عمى الألوان الشقي. |
| صمم قشري                | يشير للأشخاص الذيم لا يفهمون أي معلومات سمعية ولكن يكون السمع لديهم سليم. |
| عمه محيطي               | وهو عدم القدرة على تحديد موقع غرفة معينة أو مبنى والذي يكون الشخص على دراية به إضافة إلى عدم القدرة على تقديم توجيهات لكيفية الوصول إلى مكان معين هؤلاء الأفراد قد واجهوا صعوبة في طرق التعلم هذا النوع من العمه كثيراً ما يرتبط مع الآفات إلى مناطق ثنائي الجانب أو نصف كرة الخلفي الأيمن. ويرتبط أيضاً مع عمه تعرف الوجوه و مرض باركنسون. |
| عمه الأصابع             | وهو عدم القدرة على التمييز بين الأصابع في اليد ويتواجد في آفات الفص الجداري السائد وهو مكون من متلازمة جيرستمان. |
| عمه الشكل               | يرى المريض أجزاء من التفاصيل فقط وليس الجسم بأكمله. |
| العمه الدمجي التكاملي   | عادة ما يكون المريض لديه شكل من أشكال العمه الترابطي أو العمه الإدراكي. لكن في حالة العمه التكاملي يقع المريض بين شكلي العمه الترابطي و العمه الإدراكي حيث يكون الشخص لديه القدرة على التعرف على شيء من العناصر و لكن بعد أن يكون قادر على دمج هذه العناصر معاً في كامل الإدراك الحسي. |
| عمه الألم               | يشار أيضاً إلى التسكين وهو صعوبة إدراك ومعالجة الألم و يعتقد لدعم بعض أشكال الإصابة الذاتية. |
| العمه الصوتي            | وهو عدم القدرة على التعرف على الأصوات المألوفة على الرغم من أن السامع يمكنه فهم الكلمات المستخدمة. |
| عمه تعرف الوجوه         | و يعرف أيضاً بعمه الوجوه و العمه الوجهي لا يمكن للمرضى التعرف على الوجوه المألوفة بإدراك و حتى بما في ذلك وجوههم أحياناً وفي كثير من الأحيان يخطئ في عدم القدرة على تذكر الأسماء. |
| تعذر القراءة البحت      | وهو عدم القدرة على التعرف على النص. المرضى الذين يعانون من تعذر القراءة البحت غالباً ما يكون بوجود تلف في الجسم الثفني إضافة إلى ذلك تلف في الباحات الترابطية البصرية اليسرى.. ينطوي على من يعانون من تعذر القراءة البحت على عدم القدرة على قراءة المواد المطبوعة ولكن لا يزالون هؤلاء الأفراد لديهم القدرة على الكتابة.الأفراد الذين يعانون من تعذر القراءة البحت عادة ما يقرأون الكلمات حرف حرف. مع ذلك فأنه يظهر لديهم تأثير التردد لديهم. فهم قادرين على قراءة الكلمات العالية التردد أفضل و أسرع من قراءة الكلمات المنخفضة التردد. |
| العمه الدلالي           | أولئك الذين لديهم هذا النوع من العمه بشكل فعال " عمى الشيء " إلى أن يستخدمو الأنظمة الحسية الغير بصرية للتعرف على الاشياء. على سبيل المثال الإحساس أو التصنت أو الشم أو الهز أو النقر للشيء قد يؤدي إلى إدراك دلالات المعنى. |
| العمه الاجتماعي العاطفي | ويشار إليه أحياناُ إلى العمه التعبيري وهذا هو شكل من أشكال العمه الذي يكون فيه الشخص غير قادر على إدراك تعبيرات الوجه و لغة الجسد و الترنيم مما يجعله غير قادر على الإدراك الغير لفظي لمشاعر الناس والحد من هذا الجانب من التفاعل الاجتماعي. |
| عمه تعرف الشبيه         | وهو عدم القدرة على معالجة المدخلات البصرية ككل. يعالج الشخص بدلا من ذلك الوجوه و الأجسام و الأشياء و الغرف و الأماكن و الصور بطريقة تدريجية. عندما ينظرون إلى صورة ما يمكنهم وصف أجزاء الصورة ولكن يجيدون صعوبة لفهم الصورة ككل. يحدث عمه تعرف الشبيه في متلازمة بالينت ولكن قد يحدث أيضاً في إصابات الدماغ. |
| عمه لمسي                | وهو الضعف في القدرة على التعرف أو تحديد الأشياء عن طريق اللمس وحده. |
| عمه الزمن               | وهو فقدان الإستيعاب في تعاقب ومدة الأحداث. |
| توهان طبوغرافي          | ويعرف أيضاً بالعمه الطبوغرافي أو توبوغرافنوسيا وهو شكل من أشكال العمه البصري والذي يكون الشخص فيه لا يمكنه الاعتماد على الإشارات البصرية لإرشادهم إتجاهياً بسبب عدم القدرة على التعرف على الأشياء. مع ذلك فإنهم قد لا يزالون لديهم قدرة ممتازة لوصف التخطيط الإبصاري من نفس المكان. المرضى الذين يعانون من العمه الطبوغرافي لديهم القدرة على قراءة الخرائط ولكن يتوهون في محيطات مألوفة. |
| العمه الإبصاري المكاني  | هو فقدان حاسة " التواجد " في علاقة الشخص بما حوله وعلاقة الأشياء مع بعضها. قد تشمل على تعذر الاداء التعميري و التوهان طبوغرافي و الترنح البصري و تعذر الاداء الحركي العيني و تعذر الاداء بالارتداء و التخليط اليميني اليساري.[بحاجة لمصدر] |
| العمه البصري            | و يرتبط مع الفص القذالي الآيسر و الفص الصدغي. تنطوي العديد من أنواع العمه الإبصاري على عدم القدرة في التعرف على الأشياء. |

العمه الإبصاري فئة واسعة تشير إلى نقص في القدرة على التعرف على الأشياء المرئية. و يمكن تقسيمها إلى نوعين مختلفين: العمه الإبصاري الإدراكي والعمه الإبصاري الترابطي. الأفراد الذين لديهم العمه الإبصاري الإدراكي تعرض لديهم القدرة على رؤية الملامح و الخطوط العريضة عندما يظهر شيء ولكنهم يواجهون صعوبة إذا طلب منهم تصنيف الأشياء. يرتبط العمه الإبصاري الإدراكي بالأضرار التي لحقت بأحد نصف كرة المخ وعلى وجه التحديد الأضرار التي لحقت بالأقسام الخلفية لنصف كرة المخ الأيمن. في المقابل فأن الأفراد الذين لديهم العمه الإبصاري الترابطي يواجهون صعوبة عندما يطلب منهم تسمية الأشياء. ويرتبط العمه الترابطي مع الأضرار التي لحقت بكلٍ من نصفي الكرة الأيمن و الأيسر على الحدود القذالي الصدغي. شكل من أشكال العمه الإبصاري الترابطي يعرف باسم عمه تعرف الوجوه. وهو عدم القدرة على التعرف على الوجوه. على سبيل المثال هؤلاء الأفراد لديهم صعوبة في التعرف على الأصدقاء والعائلة و زملاء العمل. ومع ذلك يمكن للأفراد الذين لديهم عمه تعرف الوجوه بالتعرف على جميع أنواع أخرى من المحفزات البصرية.

## تقييم العمه
من أجل تقييم الفرد للعمه يجب التحقق من أن الفرد أنه لا يعاني من فقدان الإحساس وأن كل قدراتهم اللغوية والذكاء سليمة. و من أجل أن يشخص الفرد بالعمه يجب أن يكون يعاني من العجز الحسي من نمط واحد. لإجراء التشخيص يجب أن يتم التمييز بين العمه الإدراكي والعمه الترابطي. يمكن إجراء التمييز عن طريق الحصول على مهام كاملة للنسخ والمطابقة من الفرد. إذا كان الفرد يعاني من إحدى أشكال العمه الإدراكي فإنه لن يكون قادر على مطابقة اثنين من المحفزات التي هي متطابقة في المظهر. في المقابل فإذا كان الفرد يعاني من إحدى أشكال العمه الترابطي فإنه لن يكون قادر على مطابقة أمثلة مختلفة من التحفيز. على سبيل المثال الفرد الذي تم تشخيصه بالعمه الترابطي قي الطريقة البصرية فإنه لن يكون قادر على تطابق الصور من جهاز كمبيوتر محمول مفتوح مع جهاز كمبيوتر محمول مغلق.
تعذر القراءة البحت
الأفراد الذين يعانون من تعذر القراءة البحت عادةً ما يكون لديهم صعوبة في قراءة الكلمات إضافة إلى صعوبة في تحديد الحروف. لتقييم ما إذا كان الفرد لديه تعذر القراءة البحت فيجب إجراء اختبارات النسخ و الإدراك. ينبغي للفرد الذي لديه تعذر القراءة البحت أن يكون قادر على نسخ مجموعة من الكلمات وينبغي أن يكون قادراً على التعرف على الحروف.
عمه تعرف الوجوه
عادةً ما يعرض على الأفراد صور لوجوه بشرية التي قد تكون مألوفة لهم مثل ممثلين مشهورين أو مغنيين أو سياسيين أو أفراد الأسرة. يتم اختيار الصور لعرضها على المريض أن يكونا فيها العمر والحضارة مناسبة. تنطوي مهمة الفاحص أن يسأل الفرد بتسمية كل وجه. إذا كان الفرد لم يمكنه تسمية الوجه الذي يظهر في الصورة فالفاحص قد يطرح عليه سؤال لمساعدته على التعرف على الوجه الذي في الصورة.

## الأسباب
يمكن للعمه أن ينجم عنه سكتات دماغية أو الخرف أو الاضطرابات العصبية الأخرى. قد يكون أيضاً ناجم عن صدمة من إصابة في الرأس أو إصابة في الدماغ أو وراثية. إضافة إلى ذلك بعض أشكال العمه قد يكون نتيجة اضطرابات النمو. الضرر الذي يسبب العمه عادةً ما يحدث إما في الفص القذالي أو الفص الجداري من الدماغ. على الرغم من نمط واحد قد يتأثر فإنه يتم الاحتفاظ بالقدرات المعرفية في المناطق الأخرى.
يواجه المرضى الذي تعافوا فجأةً من العمى بمجموعة شاملة من العمه.

## العلاج
لا يوجد علاج مباشر لجميع الأغراض العملية. قد يتحسن المرضى إذا قدموا معلومات في الطرق الأخرى غير تلك التالفة. أنواع مختلفة من العلاجات يمكنها أن تساعد على عكس آثار العمه. وفي بعض الحالات المعالجة المهنية أو معالجة النطق يمكن أن تحسن من العمه اعتماداً على المسببات لها.
في البداية فإن العديد من الأفراد الذين يعانون من إحدى أشكال العمه لا يدركون إلى أي مدى لديهم من إما عجز في الإدراك الحسي أو في الاعتراف. قد يكون سبب ذلك بواسطة عمه العاهة الذي هو قلة الوعي بسبب العجز. قلة الوعي عادةً ما يؤدي إلى إحدى أشكال الرفض و المقاومة لأي شكل من المساعدة أو العلاج. هناك العديد من الأساليب يمكن استخدامها والتي يمكن أن تساعد الفرد بالتعرف على الضعف في الإدراك أو في الاعتراف التي قد تكون لديه. يمكن للمريض يعرض مع التحفيز للطرق الضعف فقط للمساعدة على زيادة الوعي من الضعف لديه. بدلاً من ذلك المهمة يمكن تقسيمها إلى أجزاء مكونة بحيث أن الفرد يمكن أن يرى كل جزء من المشكلة الناتجة عن العجز. بمجرد أن يقر الفرد بأن لديه عجز إدراكي أو عدم القدرة على الاعتراف فإنه يوصى بنوع من أنواع العلاج. هناك أشكال مختلفة معالجة مثل إستراتيجيات تعويضيّة مع طرق بديلة و استراتيجيات لفظية و الاشارات البديلة و الاستراتيجيات التنظيمية.
استراتيجيات تعويضية مع طرق بديلة: تستبط هذه الاستراتيجيات استخدام الطرق الغير مؤثرة. على سبيل المثال يمكن استخدام عمهي البصرية المعلومات عن طريق اللمس في استبدال المعلومات البصرية. بدلاُ من ذلك يمكن للفرد مع عمه تعرف الوجوه استخدام المعلومات السمعية من أجل استبدال المعلومات البصرية. على سبيل المثال يمكن للفرد مع عمه تعرف الوجوه الانتظار لشخص ما ليتكلم وعادةً ما يتعرف على الفرد من كلامه.